# Anomala wapiensis
Anomala wapiensis är en skalbaggsart som beskrevs av Frey 1971. Anomala wapiensis ingår i släktet Anomala och familjen Rutelidae. Inga underarter finns listade i Catalogue of Life.